# Mieczysław Skalski (major)
Mieczysław Skalski (ur. 27 marca 1891 lub 1893, zm. ?) – major inżynier saperów Wojska Polskiego II Rzeczypospolitej.

## Życiorys
Urodził się 27 marca 1891 lub 1893. Po wybuchu I wojny światowej jako członek drużyn strzeleckich wstąpił do Legionów Polskich. Służył w 6 kompanii 1 pułku piechoty w składzie I Brygady. Został ranny i superarbitrowany 28 czerwca 1917 w Lublinie uznany za inwalidę, zdolnego do służby w pospolitym ruszeniu bez broni.
Po odzyskaniu przez Polskę niepodległości został przyjęty do Wojska Polskiego. Uczestniczył w wojnie polsko-bolszewickiej. Został awansowany do stopnia kapitana rezerwy piechoty ze starszeństwem z dniem 1 czerwca 1919. W 1923, 1924 był oficerem rezerwowym zatrzymanym w służbie czynnej, przydzielonym do 6 pułku piechoty Legionów w garnizonie Wilno. W 1924, jako oficer nadetatowy tej jednostki, był w kadrze naukowej Oficerskiej Szkoły dla Podoficerów. W 1928 pozostawał oficerem zawodowym 6 pułku piechoty Legionów. Został awansowany do stopnia majora w korpusie oficerów zawodowych inżynierii i saperów ze starszeństwem z dniem 1 stycznia 1931. W 1932 był przydzielony do Wojskowego Instytutu Badań Inżynierii. Pełnił funkcję zastępcy szefa WIBI. Został przeniesiony w stan spoczynku.
Jako emerytowany oficer wstąpił do służby państwowej. Pełnił stanowisko szefa Wydziału Ogólnego w Dyrekcji Państwowego Monopolu Spirytusowego, delegowany do Ministerstwa Skarbu. Stamtąd z dniem 1 lipca 1937 został mianowany naczelnikiem Wydziału Społeczno-Politycznego w Ministerstwie Spraw Wewnętrznych.

## Ordery i odznaczenia
- Krzyż Niepodległości (9 października 1933)[12]
- Krzyż Walecznych (czterokrotnie)
- Srebrny Krzyż Zasługi (10 listopada 1928)[13]
- Odznaka pamiątkowa Polskiej Organizacji Wojskowej